# Giuseppe Carli
Giuseppe Carli (Barletta, 16 febbraio 1896 – Monte Mrzli, 1º giugno 1915) è stato un militare italiano insignito di medaglia d'oro al valor militare alla memoria nel corso della prima guerra mondiale.

## Biografia
Studente di ragioneria, si arruolò volontario nel 1914 nell'11º Reggimento bersaglieri come allievo sergente. Promosso al grado di sergente nel febbraio dell'anno seguente, fu trasferito nel 12º Reggimento bersaglieri ed inquadrato nella IV^ compagnia. Entrò in territorio nemico con il suo reparto sin dal 24 maggio 1915, portandosi alle pendici del monte Mrzli e del monte Sleme, due munite posizioni austro-ungarica nell'alta valle dell'Isonzo che dominavano la conca di Tolmino e le linee italiane sottostanti. Il 1º giugno, dopo che tre assalti del 12º bersaglieri alle due vette erano stati respinti con gravissime perdite, Carli ed i suoi uomini si portarono a quota 1186 sul Mrzli decisi ad annientare le posizioni austro-ungariche. Esposti al tiro dei fucili e delle mitragliatrici nemiche, i bersaglieri risposero aprendo il fuoco. In questo frangente il sergente Carli rimase ferito gravemente e, sebbene venisse soccorso dai suoi uomini, rifiutò le cure e anzi spronò i suoi sottoposti a sparare. Colpito mortalmente, continuò ad incitare i suoi soldati morendo a pochi metri dalle linee austro-ungariche. I suoi resti non furono mai ritrovati.

## Omaggi
A Barletta è stata apposta sulla casa natale di Giuseppe Carli una lapide in suo onore. Sempre nella cittadina pugliese, all'interno dei giardini De Nittis, è stato collocato un busto raffigurante il giovane bersagliere. Anche la strada antistante il parco è stata dedicata a Carli.